# Grotte des Trois-Frères
La grotte des Trois-Frères est située sur la commune de Montesquieu-Avantès dans le terroir de Volvestre (nord du Couserans dans le piémont pyrénéen), dans le département de l'Ariège, en région Occitanie, France.
C'est une grotte ornée, dite grotte-sanctuaire, du Magdalénien (Paléolithique supérieur), qui a livré peu de mobilier. Mais elle abrite la figure iconique du « chamane dansant », et ses plus de 1 300 gravures et peintures représentent plus de la moitié de l'art pariétal des Pyrénées ariégeoises. L'abbé Breuil (1952) la classe parmi les six géants de l'art pariétal préhistorique.
Elle fait partie du réseau karstique des grottes du Volp, un site classé incluant la grotte d'Enlène, une des plus riches grottes des Pyrénées ariégeoises en mobilier magdalénien avec notamment de nombreuses plaquettes gravées, et la grotte du Tuc d'Audoubert, qui a livré le très célèbre « groupe statuaire des bisons d'argile », nombre de peintures pariétales et d'objets décorés ou non.

Ces trois grottes font partie du réseau de grottes ornées de la chaine pyrénéo-cantabrique et ne sont pas ouvertes au public.

## Toponymie
La grotte des Trois-Frères prend son nom des trois fils du comte Henri Begouën, qui l'ont découverte.

## Situation
Les grottes du Volp sont dans le nord du Couserans, à quelque 6 km à vol d'oiseau du département de Haute-Garonne au nord, sur la commune de Montesquieu-Avantès.
L'entrée de la grotte des Trois-Frères est indiquée sur la carte IGN, à 465 m d'altitude, à environ 1,5 km à vol d'oiseau au nord-est du bourg,.
L'entrée de la grotte d'Enlène est à environ 70 m à l'est de celle des Trois-Frères. Celle du Tuc d'Audoubert est à environ 800 m à l'ouest de l’entrée de la grotte des Trois-Frères, au sud du hameau d'Audoubert,.

## Découverte
Le 16 juillet 1914, anniversaire de la découverte des premières gravures du Tuc d'Audoubert deux ans auparavant, Henri Begouën et ses trois fils Max, Jacques et Louis célèbrent l'occasion en tentant de tracer en surface le cours souterrain du Volp. Sont de la partie le jeune cocher François Camel et l'abbé Auguste, précepteur des jeunes et qui tient la baguette de sourcier. Alors que tous scrutent le terrain entre la perte du Volp et sa résurgence, Rey de Pujol, un fermier voisin, leur indique un trou par où souffle de l'air frais, bouché intentionnellement avec des pierres pour empêcher les moutons de tomber dedans. Le trou, qui prend bientôt le nom d'« aven François », est désobstrué avec difficulté par les jeunes dans la journée du lendemain (17 juillet). à 18 h 30, François Camel et Max Bégouën peuvent enfin descendre - et ressortent par Enlène. 

Les premières explorations ont des résultats assez limités, jusqu'à l'époustouflante découverte de la salle du Sanctuaire le 21 juillet, ainsi que de la galerie des mains blanches sur fond rouge.

## Description
La grotte des Trois-Frères se développe dans ses grandes lignes en direction du sud-ouest, plus ou moins parallèlement à sa voisine la grotte d'Enlène. Les deux grottes communiquent par un étroit boyau qui relie entre elles leurs zones profondes respectives, d'environ 60 à 65 m.
Son porche d'entrée s'ouvre sur une salle prolongée par la « galerie des Mains », les deux orientés sud-ouest. Au fond, une galerie de 30 m de long environ mène plein sud jusqu'à l'extrémité est de la « salle du Théâtre » ; c'est à cette extrémité Est que débouche, venant du sud, le boyau reliant les Trois-Frères à Enlène. 

Du côté nord-ouest de la salle du Théâtre se trouve la « chapelle de la Lionne », encadrée par l'ouverture de deux galeries : 

- l'une vers le nord-ouest, d'environ 150 m de long avec la « galerie des Points » à un peu moins de 100 m de son entrée ;
- et l'autre plein ouest, se développant sur quelque 200 m jusqu'à son extrémité la plus éloignée au bout de la galerie de l'Hémione. Elle débute avec un boyau assez tortueux d'environ 45 m de long, qui débouche sur la « salle du Grand éboulis », puis un autre passage étroit ouvre sur la « salle du Sanctuaire », prolongée par la « salle du Faisan » puis la « salle des Gours ». À partir de la salle des Gours, la « galerie des Chouettes » s'ouvre au nord et la « salle de l'Hémione » au sud-ouest. Cette salle de l'Hémione est elle-même divisée en deux branches courtes, dont la « salle du Foyer » au nord-ouest et l'autre branche vers le sud-ouest[6].

Noter que toutes ces longueurs ne sont que des approximations destinées à donner une idée de l'ordre de grandeur de la grotte ; elles n'en sont pas le développement complet, qui doit aussi inclure les nombreuses salles et galeries annexes, petites ou moyennes, qui se greffent sur les espaces principaux, comme les ±50 m de longueur de la galerie de la Chouette ou les ±20 m de longueur de la chapelle de la Lionne.
Le relevé topographique général des grottes a été fait par François Rouzeau et plus récemment repris par Jörg Hansen afin d'y localiser les emplacements des divers vestiges archéologiques.
Avec le Tuc d'Audoubert, les trois grottes participent du réseau karstique des grottes du Volp et ont été creusées par cette rivière.

## Occupation préhistorique, archéologie
Art mobilier (têtes de chevaux stylisées).
Un pecten trouvé à l'entrée de la chapelle de la Lionne a servi de porte-lumière. Ce coquillage, de grande taille mais dont il manque à peu près un tiers, était posé sur sa tranche dans une anfractuosité d'un massif stalagmitique à droite de l'entrée, à 1,30 m du sol.

### La salle du Grand Éboulis, une trappe
La salle du Grand Éboulis a fonctionné comme trappe, accumulant les vestiges d'animaux, puis a été scellée avant la fin du Pléistocène (avant 11 700 ans BP). Sa stratigraphie commence avec une couche contenant des restes d'ours des cavernes (Ursus spelaeus), dont un daté à 36 600–34 800 ans BP. Les couches suivantes, au-dessus, sont dominées par le bison des steppes (bison priscus), correspondant à une période de 19 400 à 17 800 ans BP. 

C'est là, dans un endroit écarté du chemin réservé aux visiteurs, qu'ont été collectés les os qui ont servi à décrypter en 2015 la totalité du génome mitochondrial du bison des steppes.

## Art pariétal
En 1952 l'abbé Breuil classe la grotte ornée magdalénienne des Trois-Frères parmi les six géants de l'art pariétal préhistorique. Plus de 1 300 gravures et peintures y ont été dénombrées, représentant plus de la moitié de l'art pariétal des Pyrénées ariégeoises.
Les noms des salles et galeries témoignent de la variété des figures ornant les parois : galerie des Points, chapelle de la Lionne, galerie des Chouettes (signes claviformes), galerie des Mains (mains négatives, blanches sur fond rouge)… et illustrent la richesse de l'art pariétal de cette période du Magdalénien supérieur.
- Art grand public, art d'initiés

Les gravures figuratives sont pour nombre d'entre elles rendues confuses par une accumulation de traits enchevêtrés, caractéristique des figures réalisées dans des endroits difficiles d'accès. Ceci est à comparer aux panneaux ornés placés dans des endroits de passages nombreux, qui sont généralement facilement lisibles, bien exposés et dont les figures sont disposées presque théâtralement - comme si, disent Archambault de Beaune et Balzeau (2009), il existait un art pour le grand public et un autre pour les initiés ; les Trois-Frères faisant partie de cette dernière catégorie.
- Salle du Sanctuaire

Elle comporte plus de 500 figures animales et humaines. C'est la plus grosse concentration d’art pariétal dans la grotte. On peut y voir toutes sortes d'animaux, dont un gros bouquetin, mammouth, éléphant, ours, félins, oiseau… et les deux célèbres figures de sorciers. La même salle inclut un relief surligné par des lignes gravées représentant un grand phallus,.

### Sorciers thérianthropiques (mi-homme mi-animal)
La grotte est célèbre entre autres pour les représentations pariétales de deux êtres mi-homme mi-animal (thérianthropie), rare dans l'art pariétal.

#### Le chamane dansant
L'emblématique chamane « dansant » à la coiffe de cerf est la figure la plus connue de la grotte. Il se trouve « sur la paroi terminale de la salle qui fait le fond de l'étage inférieur de la caverne, à plus de 400 m de l'entrée, et dans laquelle sont réunies toutes les gravures » (la salle du Sanctuaire). 

Henri Bégouën émet des doutes sur l'hypothèse d'une représentation de déguisement pour l'approche d'un gibier, car ce déguisement est disparate (un déguisement d'approche de gibier est uniforme et adapté à l’espèce visée). Les interprétations successives l'ont vu comme un sorcier pratiquant un rite magique, ou un dieu des animaux dit le « dieu cornu », ou encore comme un chamane en transe.
Sa peinture noire est fabriquée à partir de feldspath potassique ((K, Na) [Si3AlO8]), et le pigment noir est du manganèse.
Similarités avec des œuvres d'autres sites
Une tablette de schiste gravée provenant de Lourdes, originellement mal comprise par Piette puis réinterprétée par Breuil, présente une figure d'homme à grande barbe, longue queue et peut-être une ramure de cerf. 

Péringuey reproduit une fresque boshimane représentant un personnage dans la même position, déguisé en animal. D'autres fresques boshimanes représentent des hommes masqués et couverts de peaux d'animaux, dont certains munis d'une queue et s'avançant dans la même position que notre chamane des Trois-Frères.

Barth a trouvé au nord-ouest du lac Tchad une sculpture pariétale incluant un homme portant un masque d'antilope et une queue touffue.

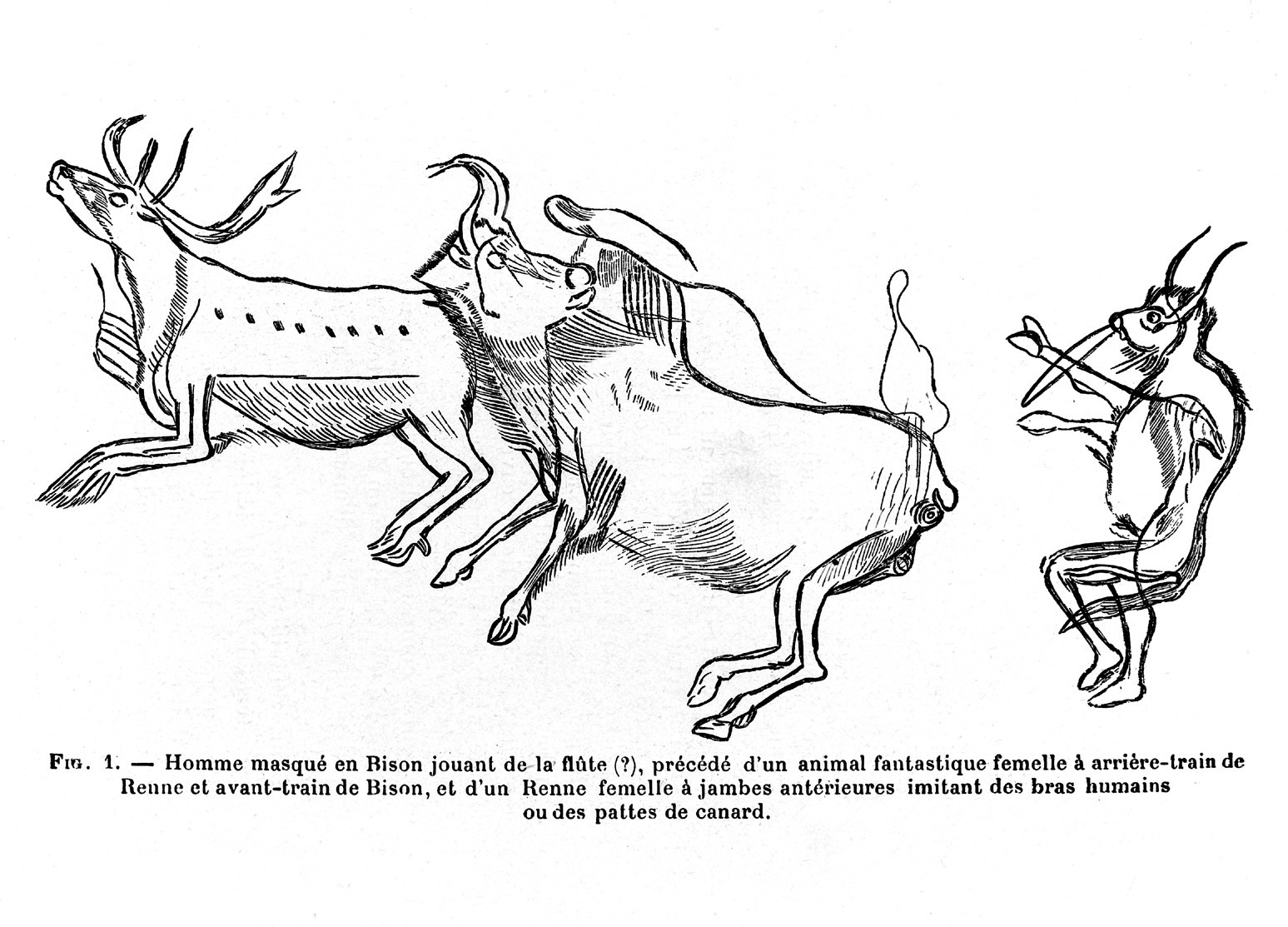
Le « petit sorcier à l'arc musical ».

#### Le «petit sorcier à l'arc musical»
Situé sur le panneau gravé à droite dans la salle du Sanctuaire,, cette figure mi-homme mi-bison a été l'une des représentations les plus souvent citées pour « démontrer » la musique pendant la Préhistoire.
Le panneau dans lequel il est situé présente une multitude de figures d'animaux entremêlées. L’animal placé immédiatement devant le regard de l'homme-bison, présente son arrière-train à ce dernier ; la jambe arrière de cet animal a une cuisse proche d'une cuisse humaine et son anus ou sa vulve est clairement dilaté/e. 

Ce personnage humain est gravé en station apparemment debout (torse vertical) tourné vers la gauche, un genou (le gauche ?) levé comme s'il dansait ; il a une tête de bison, et un instrument touchant sa bouche,. Jusqu'à relativement récemment, cet instrument a été interprété principalement comme un arc musical ou une sorte de flûte et sa position celle d'un danseur.
Un tournant majeur a lieu en 1996 avec la réinterprétation de cette figure par Demouche et al., montrant que le « sorcier dansant et musical » se tient plus vraisemblablement à quatre pattes : la posture à l'horizontale donne beaucoup plus de logique à certains éléments de la gravure, notamment à l'orientation de la queue appartenant à la peau de bête qui le recouvre.
Cette interprétation signe la fin du "musicien danseur au genou levé". Le Quellec (2007) note « qu’accepter cette lecture, c’est admettre également la validité des hypothèses qui mettent une partie de l’art paléolithique en relation directe avec la chasse ».
Une autre hypothèse (Thackeray 2005) voit dans ce déguisement un moyen d'attirer l'attention et la curiosité des bisons, les incitant à se rapprocher du chasseur.
Une interprétation (D’Huy 2015) avance prudemment que la scène pourrait illustrer une version amérindienne du mythe de Polyphème dans laquelle le héros se cache dans l'animal en y entrant par l'anus de ce dernier - ce qui expliquerait l'orifice arrière dilaté de l'animal le plus proche. L'homme-bison, qui serait alors le maître des animaux, menacerait le fugitif d'une arme - mais D'Huy note aussi que l'homme et le bison échangent un regard,.

### Faune
350 figures animales sont répertoriées ; on compte au moins 84 chevaux, 170 bisons, 1 rhinocéros ; et 7 anthropomorphes.
La faune représentée sur les parois des galeries est similaire à celle qu'on trouve dans les grottes ornées de l'aire franco-cantabrique : une dominante du cheval, du renne et bison.[réf. souhaitée] Elle se distingue par ses félins, rarement représentés dans l'art pariétal.
Félins
- De rares images, choix des emplacements

Les représentations de lions sont rares dans l’art pariétal : en 2010 seules 150 sont connues, dont 120 en France. Les 3/4 de ce total proviennent des grottes Chauvet (75), Roucadour (22) et Lascaux (11) ; la Grande grotte d'Arcy-sur-Cure (Yonne, Bourgogne) en a aussi quelques-uns (voir la section earticle.
Les lions des Trois-Frères, comme ceux de La Marche, sont notés pour le réalisme soigné de leurs représentations.
Des questions se posent quant au choix de leurs emplacements dans la grotte. Ils semblent « mis en scène » comme des sujets particuliers dans le parcours de la grotte (la même interrogation se pose pour les figures d'ours à Montespan.
- Chapelle de la Lionne

Dans cette petite salle ornée de rares gravures de félins (voir plus bas la section « Félins »), des objets divers sont fichés dans cinq fissures pariétales distinctes : silex retouchés ou non, esquilles d'os, dent d'ours, pecten fossile qui se trouve ici bien loin de son lieu de vie.
La chapelle de la Lionne abrite deux gravures de félin tracées/rehaussées en noir, sur une grosse masse de calcite en forme d’autel. La tête du lion de la gravure la plus détaillée a été martelée et reconstruite et son corps tailladé de traits et de blessures. Elle est associée à des signes : flèche et main gravée. La même salle abrite aussi une autre gravure de félin (ainsi que deux gravures d'oiseaux et une d'un cheval).
- Gardien du Sanctuaire et des salles au-delà ?

Un lion impressionnant de presque deux mètres de long (selon H. Bégouën) porte sa tête vue de face, de grands yeux et une crinière abondante. « Gravé sur le mur de droite un peu en avant du défilé et de la cascade stalagmitique qui mène à la salle du Fond [c.à.d. dans la salle du Grand Éboulis à l'entrée du Sanctuaire], il semble en défendre l'accès ». Il est accompagné d'une autre tête de lion également vue de face, au-dessus de sa tête ; tous deux marquent l’approche du Sanctuaire des gravures.
Ours
Le Sanctuaire contient une gravure d'ours à quatre pattes, tourné vers la gauche, tête baissée, le corps couvert de cercles et hachuré de traits dans de multiples directions. D'autres hachures semblent sortir de sa bouche, comme s'il était blessé. Les représentations préhistoriques connues d'ours se trouvent principalement en France (87,4 %).

Les Trois-Frères : représentations d'ours
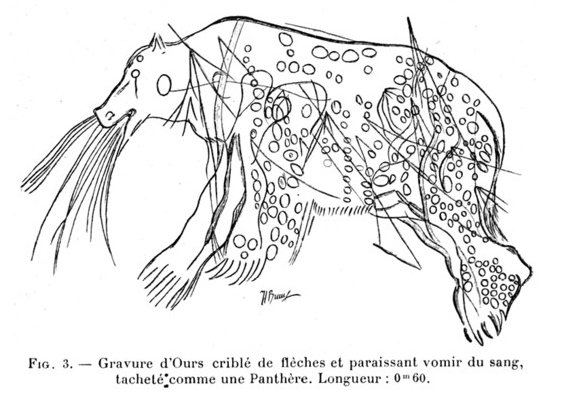
Gravure d'ours blessé/mourant.
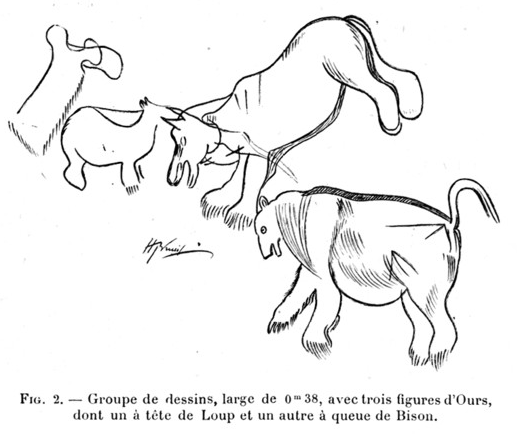
Dessin de trois ours, dont un à tête de loup et un à queue de bison.

Os gravé d'une sauterelle et d'oiseaux

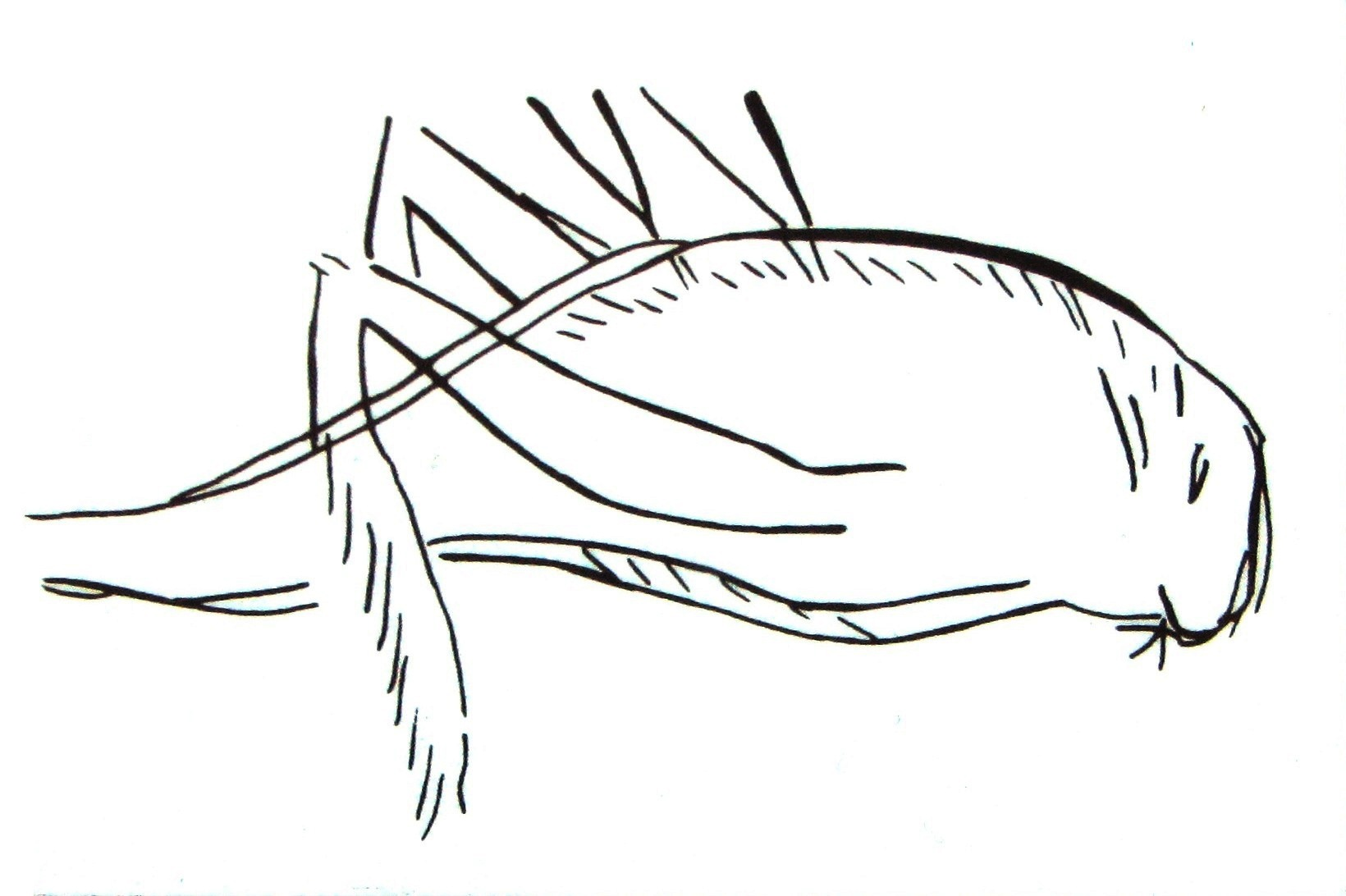
Sauterelle, genre Troglophilus.

Un fragment d'os gravé porte une gravure très précise d'une sauterelle (genre Troglophilus), réalisée avec grande attention aux détails. Outre l'intérêt artistique, cette sauterelle indique sa présence dans les Pyrénées pendant la période glaciaire occurrant au Magdalénien à une époque où on la pensait disparue. Les représentations d'insectes sont rares dans l'art pariétal, par manque d'intérêt et/ou par rareté des insectes à cause du froid. Cette pièce a finalement été attribuée à la grotte d'Enlène, ayant été découverte « près de l'entrée du couloir qui mène de la grotte d'Enlène à celle des Trois-Frères ».
Représentations d'animaux blessés ou morts
Certaines figures pourraient représenter des animaux blessés ou morts à la suite d'une chasse.
Une représentation de bison inclut sur le flanc de l'animal (endroit vulnérable au-dessus des organes vitaux) une longue ligne terminée en pointe de flèche ; le bison tire la langue et semble agonisant. Ses pattes sont pliées comme s'il s'apprêtait à tomber.
Un renne porte deux traits droits terminés par un crochet et un autre trait en pointe de flèche. Les pattes avant sont étendues et l'animal semble mort.
Un bouquetin semble atteint par ce qui ressemble à des armes de jet ; cette figure complexe à huit jambes est d'une lecture malaisée.

### Des figures animées
Marc Azéma a introduit depuis 1990 le concept d'animation de figures dans l'étude de l'art paléolithique. Cette nouvelle dimension fournit une explication convaincante pour les très nombreuses représentations d'animaux à têtes et/ou appendices multiples (pattes, queues, cornes, etc.), ou celles des successions d'images où le même animal est vu dans des positions différentes. Il l'expose en films, dont sa surprenante démonstration avec le lion courant de la « frise des lions » (grotte de La Vache, Ariège) et d'autres. Aux Trois-Frères, il montre un bovidé remuant la queue.

## Génome de bison décrypté
Jusqu'en 2015, seuls 5 % du génome mitochondrial du bison des steppes (Bison priscus) étaient connus. Une équipe l'a entièrement décodé, à partir de quatre fragments d'os stockés au musée de l’association Louis Bégouën à Montesquieu-Avantès, collectés à l'écart du cheminement des visiteurs (les échantillons prélevés sur les lieux de passage étaient contaminés avec du Bos, le bovin moderne). Son génome, qui contient 16 318 pb, diffère de celui du bison américain moderne (Bison bison) par 93 polymorphismes spécifiques,.

## Protection
Dès leur découverte, les grottes du Volp ont été fermées au public, une situation tout à fait exceptionnelle pour l'époque. Depuis, les visites ont été rares (moins de 20 personnes par an, en trois ou quatre groupes par an),.
En 2009, le parc naturel régional des Pyrénées ariégeoises est créé, dont fait partie le territoire de Montesquieu-Avantès. Les abords des grottes bénéficient donc de la protection imposée par les règles du parc.
Le « bassin hydrogéologique du massif karstique du Volp et les paysages remarquables qui lui sont liés » est classé parmi les monuments naturels et sites du département de l'Ariège par décret du 21 juin 2013 sur proposition de Delphine Batho, ministre de l’Écologie, du Développement durable et de l’Énergie. Le classement est publié au Journal Officiel du 23 juin 2013, avec le nom de « bassin hydro-géologique du Volp à Montesquieu-Avantes en Ariège ». Ce site naturel couvre 1 928 ha.